# Callipogonius hircinus
Callipogonius hircinus là một loài bọ cánh cứng trong họ Cerambycidae.